# Elkhorn City (Kentucky)
Elkhorn City es una ciudad ubicada en el condado de Pike en el estado estadounidense de Kentucky. En el Censo de 2010 tenía una población de 982 habitantes y una densidad poblacional de 144,33 personas por km².

## Geografía

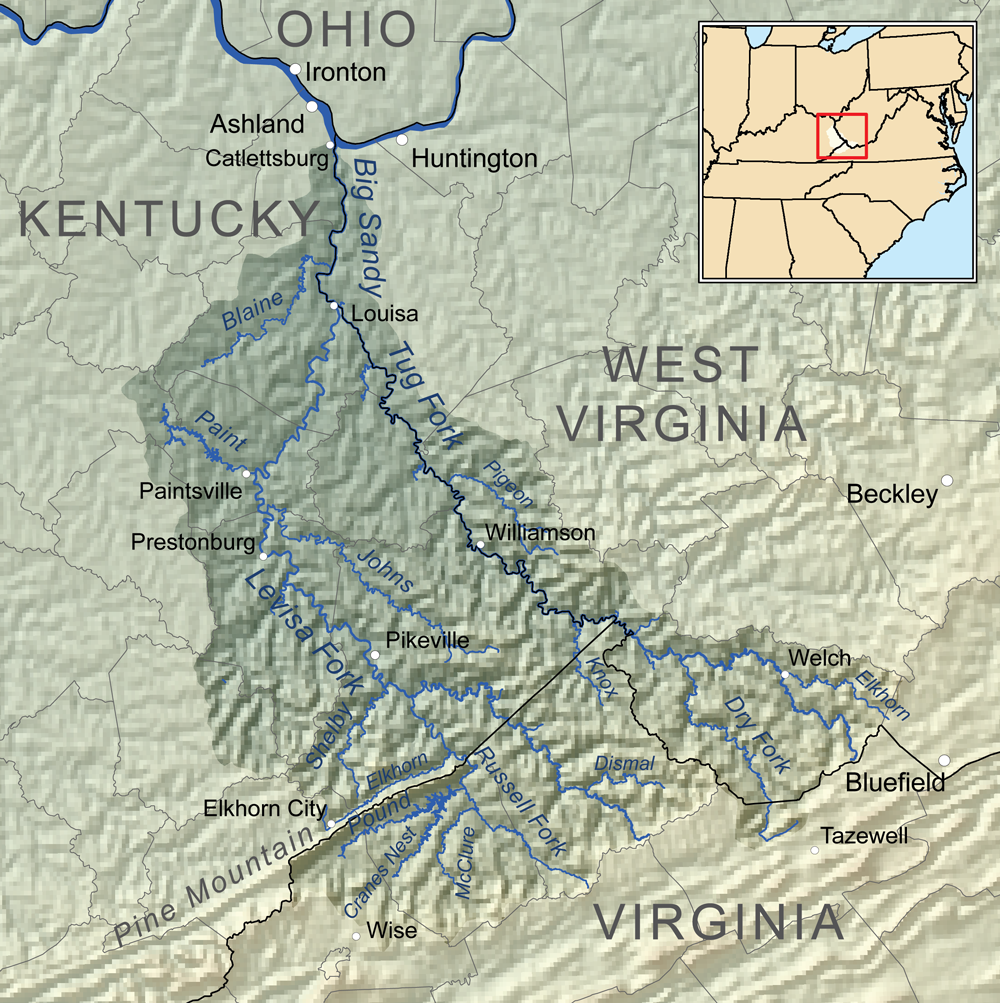
Mapa del río Big Sandy en el que aparece abajo Elkhorn City

Elkhorn City se encuentra ubicada en las coordenadas 37°18′12″N 82°21′5″O / 37.30333, -82.35139, al este del estado, junto a la frontera con Virginia. Según la Oficina del Censo de los Estados Unidos, Elkhorn City tiene una superficie total de 6.8 km², de la cual 6.8 km² corresponden a tierra firme y (0%) 0 km² es agua.

## Demografía
Según el censo de 2010, había 982 personas residiendo en Elkhorn City. La densidad de población era de 144,33 hab./km². De los 982 habitantes, Elkhorn City estaba compuesto por el 98.98% blancos, el 0.31% eran afroamericanos, el 0% eran amerindios, el 0% eran asiáticos, el 0% eran isleños del Pacífico, el 0.41% eran de otras razas y el 0.31% pertenecían a dos o más razas. Del total de la población el 0.2% eran hispanos o latinos de cualquier raza.